# Traian Șuteu
Traian Șuteu (n. 1884, Voila – d. secolul al XX-lea) a fost un deputat în Marea Adunare Națională de la Alba Iulia, organismul legislativ reprezentativ al „tuturor românilor din Transilvania, Banat și Țara Ungurească”, cel care a adoptat hotărârea privind Unirea Transilvaniei cu România, la 1 decembrie 1918.:p. 77

## Biografie
Traian Șuteu s-a născut în comuna Voila, județul Făgăraș (în prezent județul Brașov). Înainte de Unire a funcționat ca învățător în comunele Tăgșor și Morlaca din județul Cluj. După 1918 a fost învățător pe meleagurile natale în Sâmbăta de Jos și Voila din județul Făgăraș. Și-a terminat cariera ca dascăl fiind învățător la Școala Nr. 1 „Dr. Teodor Mihali” din Cluj. La 1 septembrie 1940 s-a pensionat și s-a refugiat în casa părintească de la Voila.
De-a lungul carierei sale ca învățător a ocupat diferite funcții. A fost membru al Consiliului General al Instrucțiunii, ca reprezentant al învățământului primar, și membru ordinar în Comisiunea regională de judecată a corpului didactiv pentru învățământul primar. De asemenea a fost numit inspector general de două ori.
Datorită încrederii învățătorimii române a fost însărcinat cu funcția de președinte al Asociației învățătorilor români din Ardeal și părțile ungurene (18 octombrie 1919-1931). Din 1926 până în 1929 a fost președinte al Federației învățătorilor din România, fiind ales la congresul de la Cernăuți.:p. 283-284

## Activitate politică
Ca deputat în Adunarea Națională din 1 decembrie 1918, Traian Șuteu a fost delegat al cercului electoral Huedin, comitatul Cojocna.